# Hercegkúti-patak
A Hercegkúti-patak a Zempléni-hegységben ered, Vágáshuta község nyugati határában, Borsod-Abaúj-Zemplén vármegyében, mintegy 350 méteres tengerszint feletti magasságban. A patak forrásától kezdve déli irányban halad, majd Hercegkútnál éri el a Hotyka-patakot.

## Part menti település
- Vágáshuta
- Makkoshotyka
- Hercegkút